# Ізабель Аксельссон
Ізабель Аксельссон (14 січня 2001 , Стокгольм ) — шведська кліматична активістка зі Стокгольма .

## Активізм
У грудні 2018 року Аксельсон виступила організаторкою та учасницею акції «Шкільний страйк заради клімату» у Швеції. Наприкінці січня 2020 року вона відвідала Всесвітній економічний форум у Давосі разом з іншими кліматичними активістами, а саме Ґретою Тунберг, Луїзою Нойбауер, Лукіною Тілле та Ванессою Накате.
Ізабель Аксельссон є співавторкою книги «Gemeinsam für die Zukunft — Fridays For Future und Scientists For Future: Vom Stockholmer Schulstreik zur weltweiten Klimabewegung». У ній вона розповіла про подробиці акції «П'ятниця заради майбутнього» та про її учасників.
Ізабель Аксельссон має аутизм.